# Potato wedges
Potato wedges là một loại khoai tây dày, thái theo hình tam giác, có thể được nướng hoặc chiên. Chúng được bán tại các quán ăn và nhà hàng đồ ăn nhanh. Ngoài ra, chúng còn thường được nêm với nhiều loại gia vị, phổ biến là ớt bột, muối và tiêu.
Ở Úc, potato wedges là một loại thức ăn phổ biến, hầu như luôn được phục vụ với một số loại nước sốt. Người ta có thể sử dụng kem chua, tương ớt ngọt, tương cà, hoặc một số sự kết hợp giữa những thứ này. Ở Ireland, potato wedges cay là một món ăn phổ biến được phục vụ tại các quầy đồ ăn nóng.

## Các tên gọi khác

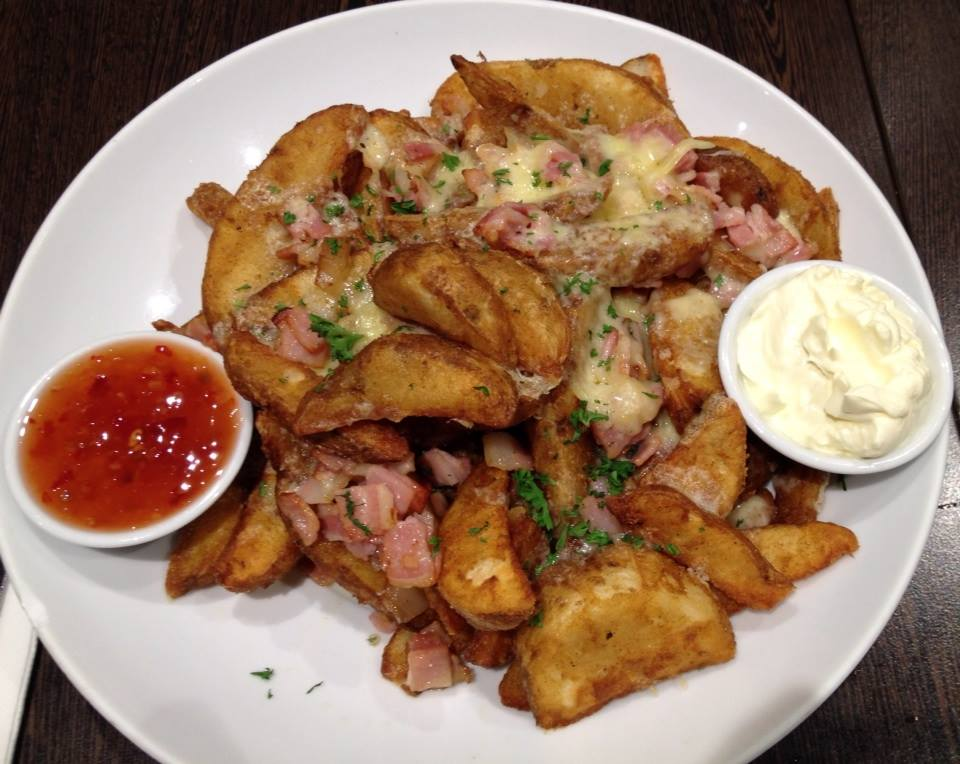
Potato wedges với pho mát và thịt xông khói, kèm theo tương ớt ngọt và kem chua

- Ở một số vùng của Hoa Kỳ, đặc biệt là Idaho, Oregon, Washington, Montana, Minnesota, Nebraska, phía Bắc Utah, phía Đông Bắc Ohio, Wisconsin và ngoại ô New York, một biến thể phổ biến của potato wedges được gọi là jojos.[8] Jojos là khoai tây được tẩm bột, gia vị và chiên ngập dầu như gà rán, hoặc chiên áp suất.[9]
- Ở Đức, chúng được biết đến với tên gọi Kartoffelspalten ('potato clefts'), wilde Kartoffeln ('wild potatoes'), Westernkartoffeln ('Western potatoes') hay Kartoffelecken ('potato wedges').[10]
- Ở Séc, chúng được biết đến với tên gọi americké brambory ('American potatoes').